# Hasan Rangraz
Hasan Rangraz (pers. حسن رنگرز; ur. 21 marca 1980) – irański zapaśnik w stylu klasycznym. Dwukrotny olimpijczyk. Czternaste miejsce w Sydney 2000 i dziewiąte w Atenach 2004 w kategorii 55 kg.
Czterokrotny uczestnik mistrzostw świata, złoty medalista w 2001 i srebrny z 2002. Pierwszy w Pucharze Świata w 2005. Zdobył trzy medale mistrzostw Azji. Wicemistrz uniwersjady w 2005. Uniwersytecki mistrz świata w 2002. Trzeci na MŚ juniorów w 1999 roku.